# Constança d'Arle
Constança d'Arle (francès: Constance d'Arles)  ( - Melun, valor desconegut) o de Provença, infanta de Provença i reina consort de França (1003-1031). Filla del comte Guillem I de Provença i la seva esposa Adelaida d'Anjou.

## Biografia
Constance era filla de Guillem I de Provença, comte de Provença i Adelaida d'Anjou, filla de Folc II el Bo  Era germana del comte Guillem II de Provença. Constance es va casar amb el rei Robert, després del seu divorci de la seva segona dona, Berta de Borgonya. El matrimoni va ser tempestuós; La família de Bertha es va oposar a ella, i Constance va ser menyspreada per importar els seus familiars i costums provençals. L'amic de Robert, Hug de Beauvais, comte palatí, va intentar convèncer el rei perquè la repudiés l'any 1007. Possiblement a petició d'ella, 12 cavallers del seu parent Folc III Nerra van assassinar Beauvais el 1008.
El 1010 Robert va anar a Roma, seguit de la seva antiga dona Berta, per demanar permís per divorciar-se de Constança i tornar a casar-se amb Berta. El Papa Sergi IV no estava a punt de permetre un matrimoni consanguini que havia estat formalment condemnat pel Papa Gregori V i Robert ja havia repudiat dues esposes. Per tant, la petició va ser denegada. Després del seu retorn, segons una font, Robert "va estimar més la seva dona".
El 1022, un judici va acusar d'heretgia els membres del clergat, inclòs l'anterior confessor de Constança Esteve. Robert va fer que la seva dona, la reina Constance, es posés a la porta per evitar qualsevol violència de la mafia. Tanmateix, quan els clergues condemnats van abandonar el judici, la reina "va fer un cop d'ull a Esteve... amb el Ceptre que portava". Això es va veure com Constance desafoga la seva frustració davant qualsevol persona que subverteix el prestigi de la corona.

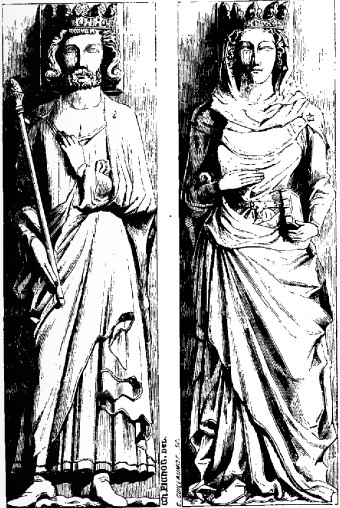

A instàncies de Constance, el seu fill gran Hugh Magnus va ser coronat com a rei al costat del seu pare l'any 1017. Però més tard Hugh va exigir que els seus pares comparteixin el poder amb ell i es va rebel·lar contra el seu pare a 1025. Constance, però, en assabentar-se de la rebel·lió del seu fill es va indignar amb ell, increpant-lo a cada pas. En algun moment Hugh es va reconciliar amb els seus pares, però poc després va morir, probablement al voltant dels divuit anys. La parella reial va quedar devastada; hi havia preocupació per la salut mental de la reina a causa de la violència del seu dolor.
Robert i Constance es van barallar per quin dels seus fills supervivents hauria d'heretar el tron; Robert va afavorir el seu segon fill Enric, mentre que Constance va afavorir el seu tercer fill, Robert I de Borgonya. Malgrat Les protestes de la seva mare i el seu suport per part de diversos bisbes, Enric va ser coronat el 1027. Constance, però, no va ser graciosa quan no va sortir amb la seva. El malalt Fulbert de Chartres va dir a un company que podia assistir a la cerimònia "si viatjava lentament a Reims, però tenia massa por de la reina per anar-hi".
Constance va animar els seus fills a rebel·lar-se, i van començar a atacar i saquejar les ciutats i castells que pertanyien al seu pare. El seu fill Robert va atacar el Borgonya, el ducat que li havien promès però que mai havia rebut, i Enric es va apoderar de Dreux. Finalment el rei Robert va acceptar les seves demandes i es va fer una pau que va durar fins a la mort del rei.
El rei Robert va morir el 20 de juliol de 1031. Poc després Constança va caure malalta; també estava en desacord amb els seus dos fills supervivents. Constance es va apoderar de les seves terres dot i es va negar a lliurar-les. Enric va fugir a Normandia, on va rebre ajuda, armes i soldats del seu germà Robert. Va tornar per assetjar la seva mare a Poissy però Constance va escapar a Pontoise. Ella només es va rendir quan Enric va començar el setge de Le Puiset i va jurar matar tots els habitants.

## Núpcies i descendents
Es casà l'any 1003 amb Robert II de França i es convertí en la seva tercera esposa. D'aquesta unió nasqueren:
- Advisa d'Auxerre (1003-1063, comtessa d'Auxerre i casada el 1015 amb Renald I de Nevers[9]
- Hug II de França (1007-1026), rei de França[10]
- Enric I de França (1008-1060), rei de França[10]
- Robert I de Borgonya (1011-1076), duc de Borgonya i comte d'Auxerre
- Eudes de França (1013-?), malalt mental
- Adele de França (1009-1079), promesa el 1027 amb Ricard III de Normandia i casada el 1028 amb Balduí IV de Flandes[1]
- Constança de França

## Tercer matrimoni de Robert II
Constança d'Arle es convertí en la tercera esposa del rei francès després que aquest hagués repudiat les dues anteriors. Pel que fa a la primera, Susanna d'Itàlia, havia estat un enllaç preparat pel pare de Robert, Hug Capet, amb finalitats polítiques. La segona, Berta de Borgonya, va esdevenir el gran amor del rei, però dos fets van fer repudiar-la: l'excomunió que li realitzà la Santa Seu pel gran grau de parentesc entre els dos esposos i per l'esterilitat de Berta, la qual ja era gran quan es casà amb Robert II.
Constança d'Arle no fou ben rebuda a la cort francesa a causa de les seves intrigues i crueltats; així, realitzà diverses acusacions d'heretgia contra diversos nobles de la Cort.
A la mort del rei Robert II, Constança intentà en va aconseguir que el seu fill petit Robert I de Borgonya es fes amb el tron en detriment d'Enric I. Finalment aconseguí per al seu fill estimat el ducat de Borgonya.
Constança d'Arle morí a Melun el 25 de juliol de 1032, un any després del seu marit, i fou enterrada a la Catedral de Saint-Denis.